# 筑前国
筑前国（ちくぜんのくに）は、かつて日本の地方行政区分だった令制国の一つ。西海道に属し、福岡県の大部分に属する。

## 領域
明治維新直前の領域は、現在の福岡県内の下記の区域に相当する。
- 北九州市若松区・戸畑区・八幡西区
  - 八幡東区の一部（八王寺町・高見・大蔵・羽衣町・勝山・大字大蔵・河内より北西）
- 遠賀郡水巻町・芦屋町・遠賀町・岡垣町
- 中間市
- 鞍手郡鞍手町・小竹町
- 直方市
- 宮若市
- 飯塚市
- 嘉麻市の大部分（猪国を除く）
- 嘉穂郡桂川町
- 宗像市
- 福津市
- 古賀市
- 糟屋郡新宮町・久山町・篠栗町・粕屋町・須恵町・宇美町・志免町
- 福岡市
- 大野城市
- 春日市
- 太宰府市
- 筑紫野市
- 那珂川市
- 朝倉郡筑前町・東峰村
- 朝倉市
- 糸島市

## 沿革
筑紫国（つくしのくに）の分割によって、筑後国とともに7世紀末までに成立した。7世紀後半のものと見られる太宰府市で出土した最古の「戸籍」木簡に「竺志前國」とある。

### 近世以降の沿革
- 「旧高旧領取調帳」に記載されている明治初年時点での国内の支配は以下の通り（862村・633,434石余）。太字は当該郡内に藩庁が所在。国名のあるものは飛地領。
  - 糟屋郡（85村・62,854石余） - 福岡藩
  - 宗像郡（60村・56,306石余） - 福岡藩
  - 遠賀郡（85村・54,956石余） - 福岡藩
  - 鞍手郡（68村・60,628石余） - 福岡藩
  - 穂波郡（61村・38,103石余） - 福岡藩、秋月藩
  - 嘉麻郡（63村・46,349石余） - 福岡藩、秋月藩
  - 上座郡（34村・25,596石余） - 福岡藩
  - 下座郡（44村・21,436石余） - 福岡藩、秋月藩
  - 夜須郡（54村・40,286石余） - 福岡藩、秋月藩
  - 御笠郡（57村・37,512石余） - 福岡藩
  - 那珂郡（70村・42,611石余） - 福岡藩
  - 席田郡（9村・9,899石余） - 福岡藩
  - 早良郡（53村・45,153石余） - 福岡藩
  - 志摩郡（48村・44,058石余） - 福岡藩
  - 怡土郡（71村・47,681石余） - 福岡藩、豊前中津藩、対馬府中藩
- 明治2年8月7日（1869年9月12日） - 府中藩が改称して厳原藩となる。
- 明治4年
  - 11月14日（1871年12月25日） - 廃藩置県により、福岡県、秋月県、中津県、厳原県の管轄となる。
  - 11月15日（1871年12月26日） - 第1次府県統合により、全域が福岡県の管轄となる。

## 国内の施設

### 宮
筑前国内に設けられた天皇の宮は次の通り。
- 橿日宮 - 第14代仲哀天皇。比定地は福岡県福岡市東区香椎。
- 朝倉橘広庭宮 - 第37代斉明天皇。比定地は福岡県朝倉市内。

### 大宰府

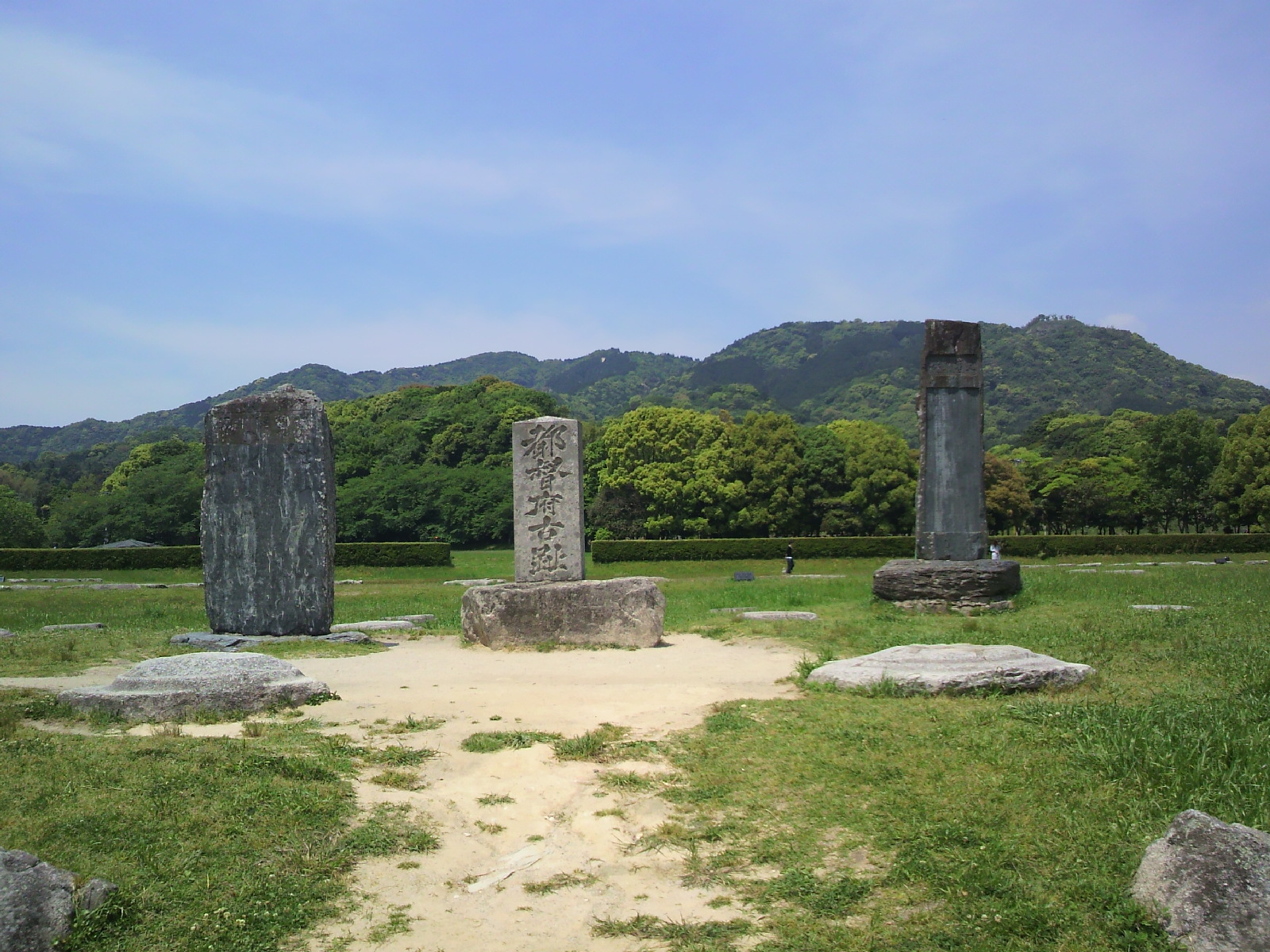
大宰府政庁跡（太宰府市観世音寺）

筑前国には大宰府が置かれ、西海道諸国の統括と対外交渉が行われた。政庁跡は太宰府市に所在（国の特別史跡、北緯33度30分52.34秒 東経130度30分54.52秒 / 北緯33.5145389度 東経130.5151444度）。発掘調査により、7世紀後半から11世紀後半にわたる遺構が検出されている。

### 国府
国府は御笠郡にあった。現在の太宰府市、大宰府に近い所に置かれたと推定されるが、遺構は見つかっていない。
易林本の『節用集』には、「上座郡に国府並びに大宰」と記載されている。

### 国分寺・国分尼寺

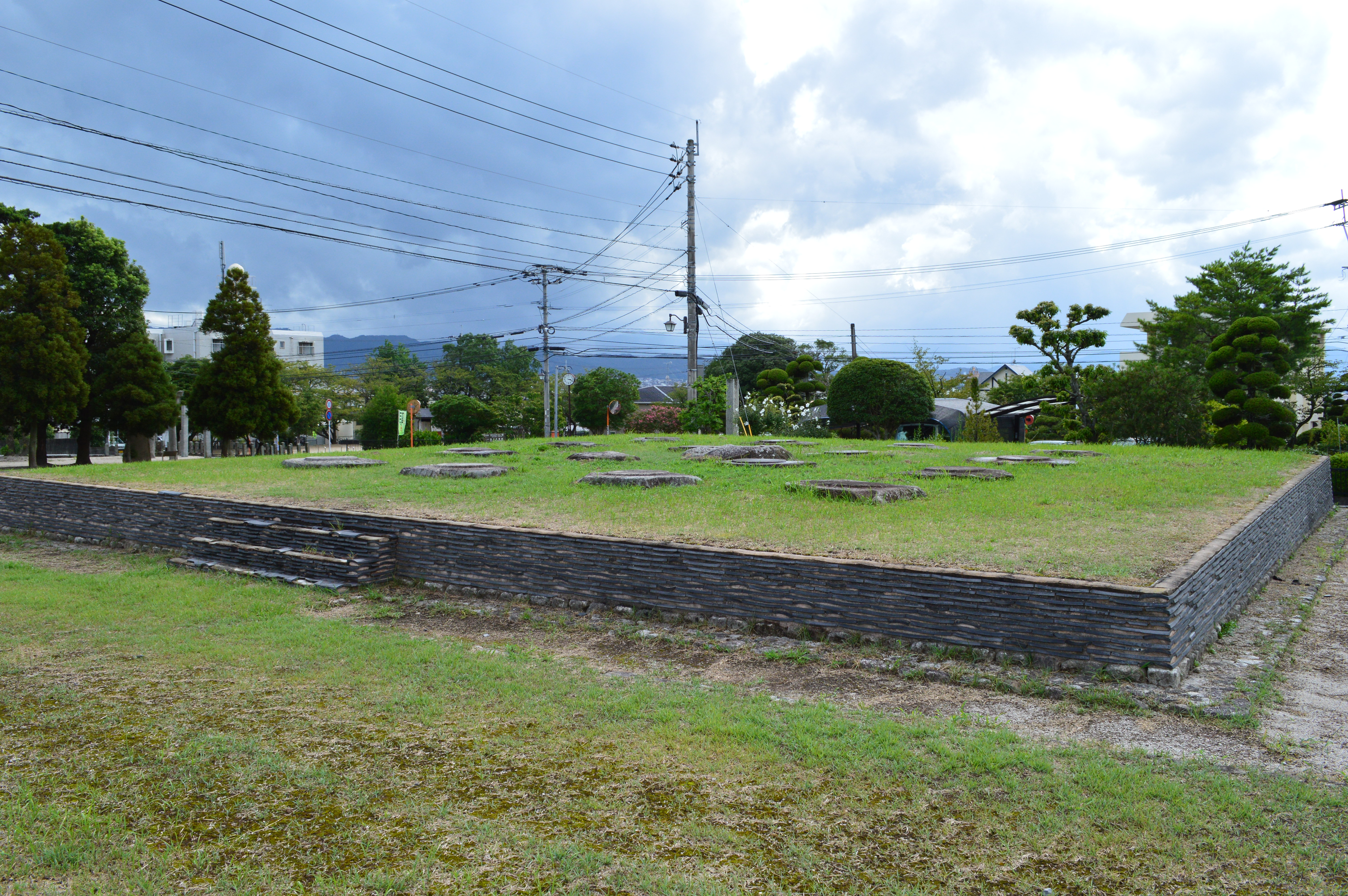
筑前国分寺跡（太宰府市国分）

- 筑前国分寺跡 （太宰府市国分、北緯33度31分14.48秒 東経130度30分23.96秒 / 北緯33.5206889度 東経130.5066556度）
国の史跡。推定寺域は寺域は約192メートル四方。中門・金堂・講堂を配し、中門から出て金堂に取り付く回廊の内部に七重塔を配する伽藍配置。跡地上の龍頭光山国分寺が法燈を伝承する。
- 筑前国分尼寺跡 （太宰府市国分、北緯33度31分14.18秒 東経130度30分12.80秒 / 北緯33.5206056度 東経130.5035556度）
史跡指定なし。僧寺の西方約100メートルに所在。発掘調査で掘立柱建物・東外郭線が認められたほか、礎石数個が残る。

国分寺・国分尼寺の周辺では、瓦窯の遺構も見つかっている（国分瓦窯跡、国の史跡）。

### 神社
延喜式内社
『延喜式神名帳』には、大社16座8社・小社3座3社の計19座10社が記載されている（「筑前国の式内社一覧」参照）。大社8社は以下に示すもので、全て名神大社である。
- 宗像郡 宗像神社三座
  - 比定社：宗像大社（宗像市田島ほか、北緯33度49分52.25秒 東経130度30分51.35秒 / 北緯33.8311806度 東経130.5142639度）
- 宗像郡 織幡神社
  - 比定社：織幡神社（宗像市鐘崎、北緯33度53分16.03秒 東経130度31分32.04秒 / 北緯33.8877861度 東経130.5255667度）
- 那珂郡 八幡大菩薩筥埼宮
  - 比定社：筥崎宮（福岡市東区箱崎、北緯33度36分52.64秒 東経130度25分24.10秒 / 北緯33.6146222度 東経130.4233611度）
- 那珂郡 住吉神社三座
  - 比定社：住吉神社（福岡市博多区住吉）
- 糟屋郡 志加海神社三座
  - 比定社：志賀海神社（福岡市東区志賀島、北緯33度40分4.78秒 東経130度18分47.48秒 / 北緯33.6679944度 東経130.3131889度）
- 御笠郡 筑紫神社
  - 比定社：筑紫神社（筑紫野市原田、北緯33度27分25.66秒 東経130度32分34.17秒 / 北緯33.4571278度 東経130.5428250度）
- 御笠郡 竈門神社
  - 比定社：竈門神社（太宰府市内山ほか、北緯33度31分43.93秒 東経130度33分8.68秒 / 北緯33.5288694度 東経130.5524111度）
- 下座郡 美奈宜神社三座
  - 比定論社：美奈宜神社（朝倉市林田、北緯33度22分27.76秒 東経130度40分25.97秒 / 北緯33.3743778度 東経130.6738806度）
  - 比定論社：美奈宜神社（朝倉市荷原、北緯33度25分35.86秒 東経130度43分7.71秒 / 北緯33.4266278度 東経130.7188083度）

廟
- 香椎廟（樫日廟/橿日廟）
  - 比定社：香椎宮（福岡市東区香椎、北緯33度39分12.50秒 東経130度27分9.72秒 / 北緯33.6534722度 東経130.4527000度）

総社・一宮
『中世諸国一宮制の基礎的研究』に基づく一宮以下の一覧。
- 総社：不詳
- 一宮：住吉神社（福岡市博多区住吉、北緯33度35分9.26秒 東経130度24分49.33秒 / 北緯33.5859056度 東経130.4137028度）

中世末期以降は筥崎宮（福岡市東区箱崎）を一宮とする史料も見られ、現在は筥崎宮も全国一の宮会に加盟する。江戸時代には北斗宮も筑前十五社の一宮と称された。二宮以下は不詳。

### 安国寺利生塔
- 景福安国寺 - 福岡県嘉麻市下山田。

## 地域

### 郡
15郡
- 志摩郡（しまぐん）
- 怡土郡（いとぐん）
- 早良郡（さわらぐん）
- 那珂郡（なかぐん）
- 席田郡（むしろだぐん）
- 御笠郡（みかさぐん）
- 糟屋郡（かすやぐん）
- 宗像郡（むなかたぐん）
- 遠賀郡（おんがぐん）
- 鞍手郡（くらてぐん）
- 穂波郡（ほなみぐん）
- 嘉麻郡（かまぐん）
- 夜須郡（やすぐん）
- 上座郡（じょうざぐん）
- 下座郡（げざぐん）
  - 安佐久良/朝座郡（あさくらぐん）。上座郡・下座郡の前身。

### 江戸時代の藩
- 福岡藩、黒田家（52.3万石）
- 東蓮寺藩（福岡藩支藩、4万石、5万石）
- 秋月藩（福岡藩支藩、5万石）

## 人物

### 国司

#### 筑前守
| 氏名         | 所見年月日(和暦)               |      | 出典                            |
| ------------ | ------------------------------ | ---- | ------------------------------- |
| 山上憶良     | 神亀5年7月21日                 | 見任 | 万葉集巻第五                    |
| 山上憶良     | 天平3年6月17日                 | 見任 | 万葉集巻第五                    |
| 大宅君子     | 天平10年4月22日                | 見任 | 続日本紀                        |
| 栗田馬養     | 天平18年9月20日                | 補任 | 続日本紀                        |
| 吉備真備     | 天平勝宝2年正月10日            | 補任 | 続日本紀                        |
| 阿倍三県     | 神護景雲3年3月10日             | 補任 | 続日本紀                        |
| 紀長田麻呂   | 大同3年5月14日                 | 補任 | 日本後紀                        |
| 大中臣鯛取   | 大同3年5月21日                 | 補任 | 日本後紀                        |
| 紀綱麻呂     | 承和7年正月30日                | 補任 | 続日本後紀                      |
| 文室宮田麻呂 | 承和7年4月6日                  | 補任 | 続日本後紀                      |
| 文室宮田麻呂 | 承和8年正月16日                | 見任 | 平安遺文六七号                  |
| 南淵年名     | 承和8年正月13日                | 補任 | 続日本後紀                      |
| 紀今守       | 承和13年正月13日               | 補任 | 続日本後紀                      |
| 藤原真数     | 仁寿元年正月11日               | 補任 | 文徳実録                        |
| 橘三夏       | 斉衡3年正月12日                | 補任 | 文徳実録                        |
| 藤原興邦     | 天安2年正月                    | 補任 | 三代実録                        |
| 藤原興邦     | 天安2年11月7日                 | 見任 | 三代実録                        |
| 源興         | 貞観元年正月13日               | 補任 | 三代実録                        |
| 源興         | 貞観2年正月16日                | 復任 | 三代実録                        |
| 源興         | 貞観3年正月                    | 遷任 | 三代実録                        |
| 源生         | 貞観3年正月13日                | 補任 | 三代実録                        |
| 紀本道       | 貞観4年2月11日                 | 補任 | 三代実録                        |
| 藤原真庭     | 貞観5年2月10日                 | 補任 | 三代実録                        |
| 藤原安棟     | 貞観9年正月12日                | 補任 | 三代実録                        |
| 藤原安棟     | 貞観9年2月10日                 | 遷任 | 三代実録                        |
| 紀恒身       | 貞観9年2月11日                 | 補任 | 三代実録                        |
| 紀恒身       | 貞観10年2月23日                | 見任 | 三代実録                        |
| 上毛野沢田   | 元慶2年2月15日                 | 補任 | 三代実録                        |
| 興我王       | 元慶8年3月9日                  | 補任 | 三代実録                        |
| 興我王       | 仁和元年2月20日                | 遷任 | 三代実録                        |
| 布勢園公     | 仁和元年2月20日                | 補任 | 三代実録                        |
| 藤原興範     | 仁和3年8月22日                 | 補任 | 三代実録                        |
| 藤原興範     | 寛平5年4月20日                 | 補任 | 公卿補任                        |
| 藤原興範     | 寛平5年8月9日                  | 見任 | 公卿補任                        |
| 在原棟梁     | 昌泰元年2月23日                | 補任 | 古今和歌集目録                  |
| 南淵茂景     | 延喜5年正月11日                | 補任 | 外記補任                        |
| 藤原（某）   | 延喜5年10月1日                 | 見任 | 観世音寺資材帳                  |
| 平篤行       | 延喜8年2月23日                 | 補任 | 古今和歌集目録                  |
| 平篤行       | 延喜9年9月29日                 | 見任 | 古今和歌集目録                  |
| 藤原真樹     | 延喜年中                       | 見任 | 鎌倉遺文一五七号                |
| 藤原顕光     | 康保3年正月                    | 補任 | 大日本史国郡司表                |
| （某）忠信   | 天元4年5月22日                 | 見任 | 小右記                          |
| 藤原乙満     | 永延元年12月9日                | 見任 | 平安遺文三二八号                |
| 藤原知章     | 正暦元年春                     | 補任 | 小右記                          |
| 藤原知章     | 正暦元年8月30日                | 辞任 | 小右記                          |
| 藤原宣孝     | 正暦元年8月30日                | 補任 | 小右記                          |
| 藤原宣孝     | 正暦4年8月28日                 | 見任 | 江見左織氏所蔵文書              |
| 藤原（某）   | 長徳2年閏7月25日               | 見任 | 平安遺文三六四号                |
| 藤原高槻     | 寛弘2年正月9日                 | 見任 | 小右記                          |
| 藤原永道     | 寛弘2年2月20日                 | 見任 | 小右記                          |
| 藤原永道     | 寛弘2年11月15日                | 見任 | 平安遺文四四二号                |
| （某）文信   | 寛弘6年8月                     | 見任 | 中古歌仙三十六人伝              |
| 藤原（某）   | 長和3年2月19日                 | 見任 | 平安遺文四七六号                |
| 源道済       | 長和4年2月14日                 | 補任 | 中古歌仙三十六人伝              |
| 源道済       | 寛仁3年6月29日                 | 見任 | 小右記                          |
| 平理義       | 寛仁4年11月1日                 | 見任 | 小右記                          |
| 平理義       | 治安3年11月10日                | 見任 | 小右記                          |
| 平（某）     | 万寿元年5月29日                | 見任 | 平安遺文四九一八号              |
| 高階成順     | 万寿2年7月13日                 | 見任 | 小右記                          |
| 高階成順     | 万寿4年9月4日                  | 見任 | 類聚符宣抄                      |
| 高階（某）   | 長元3年3月23日                 | 見任 | 類聚符宣抄                      |
| 藤原（某）   | 長元5年5月20日                 | 見任 | 類聚符宣抄                      |
| （某）敦頼   | 長久元年正月25日               | 補任 | 九条家本春記                    |
| （某）敦頼   | 長久元年4月27日                | 見任 | 春記                            |
| 高階成佐     | 永承5年9月 ～天喜2年1月1日の間 | 見任 | 大弐資通卿家歌合                |
| 藤原経衡     | 天喜2年3月                     | 見任 | 鎌倉遺文一五七号                |
| 藤原（某）   | 天喜3年3月20日                 | 見任 | 平安遺文四九三五号 ～四九三七号 |
| 藤原永親     | 康平頃                         | 見任 | 鎌倉遺文一五七号                |
| 橘義通       | 治暦頃                         | 見任 | 鎌倉遺文一五七号                |
| 藤原章家     | 延久4年                        | 補任 | 魚魯愚鈔                        |
| 藤原（某）   | 承暦2年3月22日                 | 見任 | 平安遺文四九四三号              |
| 藤原成季     | 承暦4年4月21日                 | 見任 | 帥記                            |
| 藤原成季     | 承暦4年5月6日                  | 見任 | 水左記                          |
| 源兼俊       | 永保2年3月13日                 | 見任 | 為房卿記                        |
| 源（某）     | 応徳元年9月11日                | 見任 | 平安遺文一二一六号              |
| 源（某）     | 応徳元年9月23日                | 見任 | 平安遺文四九五一号              |
| 源仲宗       | 寛治元年3月18日                | 見任 | 石清水文書宮寺縁事抄            |
| 藤原国仲     | 寛治6年正月25日                | 補任 | 為房卿記                        |
| 藤原（某）   | 寛治6年9月5日                  | 見任 | 平安遺文一三一二号              |
| 藤原（某）   | 寛治6年10月9日                 | 見任 | 平安遺文一三一三号              |
| 藤原（某）   | 寛治6年11月26日                | 見任 | 平安遺文一三一五号              |
| 藤原敦憲     | 寛治7年7月16日                 | 補任 | 陽明文庫本中右記                |
| 藤原知家     | 康和元年9月17日                |      | 本朝世紀                        |
| 藤原知家     | 康和5年                        | 秩満 | 中右記                          |
| 高階宗章     | 康和5年2月30日                 | 補任 | 本朝世紀                        |
| 高階宗章     | 長治2年12月30日                | 遷任 | 中右記                          |
| 藤原基実     | 長治2年12月30日                | 補任 | 中右記                          |
| 藤原基実     | 天仁元年8月                    | 没   | 中右記                          |
| 高階泰兼     | 天永2年4月11日                 | 見任 | 中右記                          |
| 高階泰兼     | 天永2年10月25日                | 見任 | 中右記                          |
| 藤原有業     | 永久5年7月17日                 | 見任 | 殿暦                            |
| 藤原有業     | 元永元年正月18日               | 遷任 | 中右記                          |
| 源季忠       | 元永元年正月18日               | 補任 | 中右記                          |
| 源（某）     | 保安元年6月28日                | 見任 | 平安遺文一〇三九号              |
| 藤原公章     | 大治2年3月24日                 | 補任 | 二中歴                          |
| 藤原公章     | 長承元年5月                    | 辞任 | 中右記                          |
| 藤原通親     | 長承元年5月19日                | 補任 | 中右記                          |
| 藤原斉章     | 保延2年11月4日                 | 補任 | 中右記                          |
| 藤原重家     | 天養元年正月24日               | 補任 | 公卿補任                        |
| 藤原重家     | 久安5年2月13日                 | 見任 | 本朝世紀                        |
| 藤原親忠     | 久安5年3月18日                 | 見任 | 本朝世紀                        |
| 藤原清成     | 久安5年11月26日                | 見任 | 平安遺文二六七九号              |
| 藤原清成     | 久安6年12月22日                | 見任 | 本朝世紀                        |
| 藤原清成     | 久寿元年                       | 没   | 公卿補任                        |
| 藤原頼季     | 久寿元年9月12日                | 補任 | 兵範記                          |
| 藤原頼季     | 久寿2年12月25日                | 見任 | 兵範記                          |
| 藤原頼季     | 平治元年正月29日               | 得替 | 公卿補任                        |
| 藤原有隆     | 平治元年正月29日               | 補任 | 保元四年大間書                  |
| 橘以政       | 永万元年7月27日                | 見任 | 山槐記                          |
| 橘以政       | 仁安3年8月19日                 | 見任 | 兵範記                          |
| 藤原良盛     | 仁安3年正月11日                | 補任 | 山槐記                          |
| 平貞能       | 嘉応元年正月11日               | 補任 | 兵範記                          |
| 平貞俊       | 治承4年正月28日                | 補任 | 玉葉                            |
| 平貞俊       | 治承4年11月6日                 | 見任 | 山槐記                          |
| 平信康       | 養和元年11月28日               | 補任 | 吉記                            |
| 藤原親房     | 文治2年12月15日                | 補任 | 公卿補任                        |
| 藤原親房     | 建久4年4月14日                 | 遷任 | 公卿補任                        |
| 中原有安     | 建久5年正月28日                | 補任 | 山槐記                          |
| 中原有安     | 建久5年2月27日                 | 見任 | 玉葉                            |
| 源泰宗       | 建久8年                        | 補任 | 玉葉                            |
| 源泰宗       | 正治2年正月22日                | 解却 | 明月記                          |
| 藤原為定     | 正治2年正月22日                | 補任 | 玉葉                            |
| 源（某）     | 元久2年2月5日                  | 見任 | 鎌倉遺文一四二九号              |
| 藤長正       | 元久2年4月10日                 | 補任 | 明月記                          |
| 中原師重     | 建保2年正月13日                | 補任 | 地下家伝                        |
| 中原師重     | 建保6年7月9日                  | 見任 | 地下家伝                        |
| 中原師季     | 承久3年8月29日                 | 補任 | 地下家伝                        |
| 中原師季     | 安貞元年10月8日                | 遷任 | 地下家伝                        |
| 藤原家賢     | 安貞元年10月8日                | 補任 | 民経記                          |
| 藤原信茂     | 寛喜2年閏正月4日               | 補任 | 明月記                          |
| 小槻季継     | 寛喜3年正月29日                | 補任 | 明月記                          |
| 小槻（某）   | 寛喜3年3月                     | 見任 | 鎌倉遺文                        |
| 小槻家遠     | 貞永元年4月11日                | 補任 | 民経記                          |
| 中原親成     | 暦仁元年4月20日                | 補任 | 経俊卿記                        |
| 二階堂行泰   | 寛元元年11月2日                | 補任 | 鎌倉年代記                      |
| 小槻為景     | 寛元2年10月4日                 | 補任 | 平戸記                          |
| 紀国直       | 建長5年                        | 補任 | 経俊卿記                        |
| 紀国直       | 建長6年                        | 去任 | 経俊卿記                        |
| 藤原宗親     | 文応元年3月29日                | 補任 | 公卿補任                        |
| 藤原行実     | 文永2年                        | 見任 | 大日本史国郡司表                |
| 藤原（某）   | 弘安10年2月                    | 見任 | 鎌倉遺文一六二〇〇号            |
| 藤原景継     | 正応元年7月24日                | 補任 | 勘仲記                          |
| 大中臣茂村   | 正応元年8月25日                | 補任 | 勘仲記                          |
| 藤原助茂     | 正応5年2月27日                 | 補任 | 実躬卿記                        |
| 高階高経     | 嘉元元年4月11日                | 見任 | 公衡公記                        |

#### 知行国主
| 名前     | 所見年月日       | 出典     |
| -------- | ---------------- | -------- |
| 藤原兼良 | 元久2年4月10日   | 明月記   |
| 藤原兼良 | 建暦元年9月8日   | 明月記   |
| 藤原顕俊 | 建暦元年9月8日   | 明月記   |
| 平経高   | 安貞元年10月4日  | 民経記   |
| 藤原忠房 | 安貞元年10月5日  | 明月記   |
| 藤原基房 | 安貞元年11月17日 | 明月記   |
| 藤原基房 | 寛喜2年12月29日  | 明月記   |
| 藤原頼孝 | 正安3年正月16日  | 実躬卿記 |
| 安楽寺   | 嘉元元年4月11日  | 公衡公記 |

### 守護

#### 鎌倉幕府
- 1195年〜1227年 - 武藤資頼
- 1227年〜1273年 - 少弐資能
- 1273年〜? - 少弐経資
- 1294年〜1304年 - 少弐盛経
- 1316年〜1333年 - 少弐貞経

#### 室町幕府
- ?〜1334年 - 少弐貞経
- 1334年〜1352年 - 少弐頼尚
- 1352年〜1355年 - 一色直氏
- 1357年〜? - 菊池武光
- 1359年〜1361年 - 少弐頼尚
- 1361年〜1375年 - 少弐冬資
- 1375年 - 少弐頼澄
- 1375年〜1387年 - 今川貞世
- 1387年〜1404年 - 少弐貞頼
- 1408年〜? - 少弐満貞
- ?〜1441年 - 大内持世
- 1441年〜1465年 - 大内教弘
- 1465年〜1495年 - 大内政弘
- 1496年〜1528年 - 大内義興
- 1528年〜1551年 - 大内義隆

### 戦国時代

#### 戦国大名
- 少弐氏：平安以来の名門だが、戦国時代には周防の大内氏の侵攻を受け、肥前に後退する。1559年、家臣であった龍造寺氏に攻められ滅亡。
- 大内氏：周防を本拠とし、豊前も領国としていたが、応仁の乱後に筑前にも進出、豊後の大友氏と戦いを繰り広げた。
- 大友氏：豊後を本拠とするが、大内氏滅亡後、筑前国内の大内領を自領に組み入れ、1559年には筑前守護となった。龍造寺、島津に敗北後、衰退に向かい筑前への影響力も失った。
- 秋月氏：少弐氏、大内氏、大友氏と主家を変えたが、戦国末期には島津氏と結んで大友氏に対抗し、筑前・筑後・豊前に推定36万石の勢力範囲を得た。豊臣秀吉の九州征伐に敗北、日向国高鍋に移封された。
- 宗像氏：宗像大社大宮司。有力な水軍を有していた。秀吉の九州征伐直前に滅亡。

#### 豊臣政権の大名
- 小早川隆景・秀秋：筑前・筑後・肥前1郡37万1300石（名島城）、1587年 - 1600年（関ヶ原の戦い後、備前岡山藩51万石に移封）

### 武家官位としての筑前守

#### 江戸時代以前
- 赤松貞範
- 壬生胤業
- 織田良頼
- 下間頼秀
- 大内義隆
- 三好長慶
- 馬場信光
- 羽柴秀吉
- 前田利家

#### 江戸時代
- 筑前福岡藩黒田家
  - 黒田長政：初代藩主
  - 黒田忠之：第2代藩主
  - 黒田継高：第6代藩主
  - 黒田治之：第7代藩主
  - 黒田治高：第8代藩主
  - 黒田斉隆：第9代藩主
- その他
  - 前田利常：加賀藩第3代藩主
  - 前田光高：加賀藩第4代藩主
  - 保科正経：陸奥会津藩第2代藩主
  - 戸沢正成：出羽新庄藩第3代藩主の嫡子
  - 織田長恒：大和柳本藩第9代藩主
  - 織田秀綿：柳本藩第10代藩主
  - 織田信成：柳本藩第12代藩主
  - 秋月種任：日向高鍋藩第9代藩主
  - 堀田正俊：上野安中藩主、下総古河藩、老中、大老
  - 岡部長寛：和泉岸和田藩第12代藩主
  - 山口弘敞：常陸牛久藩第11代藩主

## 筑前国の合戦
- 1019年 : 刀伊の入寇
- 1274年 - 1281年 : 文永・弘安の役
- 1336年 : 多々良浜の戦い。北朝（足利尊氏、少弐頼尚） x 南朝（菊池武敏、阿蘇惟直）
- 1567年 : 休松の戦い。秋月種実 x 大友（戸次鑑連他）
- 1569年 : 多々良浜の戦い (戦国時代)。大友宗麟 x 毛利元就
- 1586年 : 岩屋城の戦い。島津（島津忠長） x 高橋紹運